# 1. Frauen-Fußball-Club Frankfurt 2018-2019
Questa voce raccoglie le informazioni riguardanti la squadra femminile del 1. Frauen-Fußball-Club Frankfurt nelle competizioni ufficiali della stagione 2018-2019.

## Stagione
Confermato nuovamente il tecnico Niko Arnautis per la stagione entrante, la società si muove sul mercato intervenendo in tutti i reparti ma con più attenzione a centrocampo e in attacco. Tra gli acquisti più interessanti, che confermerà la scelta della società nel farla rientrare in Germania dopo gli studi universitari negli Stati Uniti d'America con 11 reti complessive tra campionato e coppa, è la giovane attaccante Laura Freigang, autrice tra l'altro di una tripletta al Friburgo nella vittoria esterna per 4-3 all'8ª giornata di Frauen-Bundesliga 2018-2019. Nonostante l'apporto di Freigang tuttavia, il campionato si complica già dall'inizio, con la squadra di Francoforte sul Meno che subisce tre sconfitte nelle prime tre gare, un handicap che influirà negativamente tutta la stagione. In Frauen-Bundesliga solo la serie positiva dalla 7ª giornata permette alle ragazze in tenuta bianconera di risalire a posizioni di centroclassifica, mantenendosi a lungo tra la sesta e la settima posizione, ampiamente in zona salvezza, e spuntando infine un 5 posto conquistato all'ultima giornata con la vittoria in trasferta per 2-0 sull'MSV Duisburg.
Il percorso in Coppa di Germania, ufficialmente DFB-Pokal der Frauen, vede l'1.FFC Francoforte approdare al torneo, come tutte le altre squadre di Bundesliga femminile, al secondo turno, incontrando e superando di misura l'Hessen Wetzlar, squadra che milita in cadetteria, per poi trovare agli ottavi di finale il Saarbrücken, anch'esso superato con una sola rete di scarto, e ai quarti il Bayern Monaco, squadra che non riesce a battere nemmeno nei due scontri di campionato, che superando le ragazze di Francoforte sul Meno con il risultato di 3-1 le eliminano dalla competizione.

## Divise e sponsor
Le tenute di gioco riprendono i colori sociali della società, il bianco e il nero. Lo sponsor principale è l'istituto di credito Commerzbank, il fornitore delle tenute Adidas.
| Casa | Trasferta |

## Organigramma societario
Estratti dal sito societario.
Area tecnica
- Allenatore: Niko Arnautis
- Vice allenatore:
- Preparatore dei portieri:
- Preparatore atletico:

## Rosa
Rosa, ruoli e numeri di maglia estratti dal sito societario, aggiornati al 26 agosto 2019.
| N. |                        | Ruolo | Calciatrice        |
| -- | ---------------------- | ----- | ------------------ |
| 1  | Stati Uniti (bandiera) | P     | Bryane Heaberlin   |
| 2  | Germania (bandiera)    | D     | Selina Ostermeier  |
| 3  | Danimarca (bandiera)   | D     | Cecilie Sandvej    |
| 6  | Germania (bandiera)    | C     | Saskia Matheis     |
| 7  | Germania (bandiera)    | C     | Margarita Gidion   |
| 8  | Svizzera (bandiera)    | A     | Géraldine Reuteler |
| 10 | Germania (bandiera)    | A     | Laura Freigang     |
| 11 | Germania (bandiera)    | D     | Sophia Kleinherne  |
| 13 | Germania (bandiera)    | D     | Marith Prießen     |
| 14 | Paesi Bassi (bandiera) | C     | Jackie Groenen     |
| 15 | Svizzera (bandiera)    | C     | Marilena Widmer    |
| 16 | Germania (bandiera)    | D     | Janina Hechler     |

| N. |                     | Ruolo | Calciatrice            |
| -- | ------------------- | ----- | ---------------------- |
| 17 | Germania (bandiera) | A     | Alexandra Emmerling    |
| 18 | Austria (bandiera)  | C     | Verena Aschauer        |
| 19 | Germania (bandiera) | A     | Theresa Panfil         |
| 20 | Germania (bandiera) | D     | Laura Störzel          |
| 22 | Germania (bandiera) | C     | Lea Schneider          |
| 23 | Germania (bandiera) | D     | Bibiana Schulze-Solano |
| 26 | Germania (bandiera) | P     | Cara Bösl              |
| 27 | Austria (bandiera)  | C     | Laura Feiersinger      |
| 28 | Germania (bandiera) | C     | Lisa Ebert             |
| 30 | Germania (bandiera) | A     | Shekiera Martinez      |
| 31 | Germania (bandiera) | C     | Tanja Pawollek         |
|    | Germania (bandiera) | P     | Annabella Geist        |

## Calciomercato

### Sessione estiva
| Acquisti | Acquisti           | Acquisti                 | Acquisti                  |
| R.       | Nome               | da                       | Modalità                  |
| -------- | ------------------ | ------------------------ | ------------------------- |
| P        | Annabella Geist    | Portland Thorns          | definitivo                |
| D        | Verena Hanshaw     | Sand                     | definitivo                |
| C        | Lisa Ebert         | 1. FFC Francoforte II    | promossa in prima squadra |
| C        | Laura Feiersinger  | Sand                     | definitivo                |
| C        | Marilena Widmer    | Young Boys               | definitivo                |
| A        | Laura Freigang     | Penn State Nittany Lions | definitivo                |
| A        | Géraldine Reuteler | Lucerna                  | definitivo                |

| Cessioni | Cessioni               | Cessioni               | Cessioni                       |
| R.       | Nome                   | a                      | Modalità                       |
| -------- | ---------------------- | ---------------------- | ------------------------------ |
| P        | Laura Lücker           | MSV Duisburg           | definitivo                     |
| D        | Kathrin Hendrich       | Bayern Monaco          | definitivo                     |
| D        | Bibiana Schulze-Solano | 1. FFC Francoforte II  | aggregata alla squadra riserve |
| A        | Lily Agg               | Charlton Athletic      | definitivo                     |
| A        | Nadine Anstatt         | Hessen Wetzlar         | definitivo                     |
| A        | Valentina Limani       | 1. FFC Francoforte II  | aggregata alla squadra riserve |
| A        | Julia Matuschewski     | Saarbrücken            | definitivo                     |
| A        | Lise Munk              | 1. FFC Francoforte III | aggregata alla squadra riserve |
| A        | Kumi Yokoyama          | Nagano Parceiro        | fine prestito                  |

## Risultati

### Frauen-Bundesliga

#### Girone di andata
| Arbitro: | Söder (Ingolstadt) |

|                               |           |  |
| Harder 30’ Pajor 64’ Popp 77’ | Marcatori |  |

| Arbitro: | Appelmann (Alzey) |

|              |           |                                                 |
| Reuteler 81’ | Marcatori | 24’ Lattwein 44’ Waßmuth 86’ Fühner 90+2’ Billa |

| Arbitro: | Heimann (Gladbeck) |

|                                       |           |              |
| Prašnikar 38’ Kiwic 43’ Schwalm 90+3’ | Marcatori | 79’ Pawollek |

| Arbitro: | Heidenreich (Sereetz) |

|                 |           |  |
| Feiersinger 47’ | Marcatori |  |

| Arbitro: | Wildfeuer (Lubecca) |

|                 |           |              |
| Feiersinger 31’ | Marcatori | 34’ Schüller |

| Arbitro: | Weigelt (Lipsia) |

|                                       |           |             |
| Roord 39’ Beerensteyn 66’ Däbritz 83’ | Marcatori | 12’ Matheis |

| Arbitro: | Diekmann (Dortmund) |

|                              |           |               |
| Feiersinger 35’ Freigang 77’ | Marcatori | 53’ Schiechtl |

| Arbitro: | Schwermer (Rieder) |

|                           |           |                                    |
| Starke 38’, 42’ Gwinn 81’ | Marcatori | 21’, 61’, 71’ Freigang 87’ Groenen |

| Arbitro: | Söder (Ingolstadt) |

|                                                                                 |           |  |
| Gidion 7’ Freigang 10’, 70’ Feiersinger 12’, 63’ Reuteler 20’ Pawollek 35’, 52’ | Marcatori |  |

| Arbitro: | Wozniak (Herne) |

|  |           |                                         |
|  | Marcatori | 15’ Feiersinger 39’ Freigang 64’ Gidion |

| Francoforte sul Meno 5 dicembre 2018, ore 18:30 CET 11ª giornata | 1. FFC Francoforte | 0 – 0 referto | MSV Duisburg | Stadion am Brentanobad (730 spett.)\| Arbitro: \| Heimann (Gladbeck) \| |
| Arbitro:                                                         | Heimann (Gladbeck) |               |              |                                                                         |

#### Girone di ritorno
| Arbitro: | Wacker (Lehrensteinsfeld) |

|                           |           |                                                                           |
| Pawollek 42’ Freigang 61’ | Marcatori | 4’ Popp 23’, 32’ (rig.) Graham Hansen 64’ Harder 69’ Goeßling 82’ Jakabfi |

| Arbitro: | Wacker (Lehrensteinsfeld) |

|  |           |             |
|  | Marcatori | 7’ Reuteler |

| Arbitro: | Duske (Leverkusen) |

|                                       |           |                                        |
| Prießen 15’ Reuteler 72’ Martinez 86’ | Marcatori | 13’ Kiwic 26’ (rig.) Rauch 68’ Schwalm |

| Arbitro: | Heimann (Gladbeck) |

|  |           |                 |
|  | Marcatori | 25’ Feiersinger |

| Arbitro: | Derlin (Bad Schwartau) |

|                                            |           |                                                |
| Knaak 10’, 48’ Petzelberger 32’ Anyomi 85’ | Marcatori | 76’ Reuteler 82’ (rig.) Prießen 90+1’ Martinez |

| Arbitro: | Kunkel (Amburgo) |

|  |           |                                 |
|  | Marcatori | 48’ Roord 51’ Rolfö 74’ Lohmann |

| Arbitro: | Michel (Gau-Odernheim) |

|                |           |              |
| Cerci 12’, 50’ | Marcatori | 75’ Martinez |

| Francoforte sul Meno 20 aprile 2019, ore 14:00 CEST 19ª giornata | 1. FFC Francoforte | 0 – 0 referto | Friburgo | Stadion am Brentanobad (1 050 spett.)\| Arbitro: \| Biehl (Siesbach) \| |
| Arbitro:                                                         | Biehl (Siesbach)   |               |          |                                                                         |

| Arbitro: | Westerhoff (Bochum) |

|  |           |                                                                                            |
|  | Marcatori | 7’ Groenen 12’, 80’ Feiersinger 18’, 31’, 57’ Martinez 61’, 88’ Reuteler 68’ (aut.) Schenk |

| Arbitro: | Joos (Leinfelden-Echterdingen) |

|                                                       |           |                         |
| Freigang 18’ Pawollek 42’ Feiersinger 53’ Störzel 76’ | Marcatori | 23’ Rudelić 75’ Csiszár |

| Arbitro: | Diekmann (Dortmund) |

|  |           |                          |
|  | Marcatori | 7’ Freigang 24’ Pawollek |

### DFB-Pokal der Frauen
| Arbitro: | Michel (Gau-Odernheim) |

|  |           |                    |
|  | Marcatori | 42’ (rig.) Prießen |

| Arbitro: | Fritz (Abtsgmünd) |

|                          |           |                                         |
| De Backer 62’ Ofiara 76’ | Marcatori | 22’ Feiersinger 32’ Pawollek 65’ Gidion |

| Arbitro: | Wozniak (Herne) |

|              |           |                                      |
| Freigang 45’ | Marcatori | 20’ Magull 37’ Rolfö 87’ Damnjanović |

## Statistiche

### Statistiche di squadra
| Competizione         | Punti | In casa | In casa | In casa | In casa | In casa | In casa | In trasferta | In trasferta | In trasferta | In trasferta | In trasferta | In trasferta | Totale | Totale | Totale | Totale | Totale | Totale | DR  |
| Competizione         | Punti | G       | V       | N       | P       | Gf      | Gs      | G            | V            | N            | P            | Gf           | Gs           | G      | V      | N      | P      | Gf     | Gs     | DR  |
| -------------------- | ----- | ------- | ------- | ------- | ------- | ------- | ------- | ------------ | ------------ | ------------ | ------------ | ------------ | ------------ | ------ | ------ | ------ | ------ | ------ | ------ | --- |
| Frauen-Bundesliga    | 34    | 11      | 4       | 4       | 3       | 22      | 20      | 11           | 6            | 0            | 5            | 26           | 18           | 22     | 10     | 4      | 8      | 48     | 38     | +10 |
| DFB-Pokal der Frauen | -     | 1       | 0       | 0       | 1       | 1       | 3       | 2            | 2            | 0            | 0            | 4            | 2            | 3      | 2      | 0      | 1      | 5      | 5      | 0   |
| Totale               | -     | 12      | 4       | 4       | 4       | 23      | 23      | 13           | 8            | 0            | 5            | 30           | 20           | 25     | 12     | 4      | 9      | 53     | 43     | +10 |

### Andamento in campionato
| Giornata  | 1 | 2  | 3  | 4  | 5 | 6  | 7 | 8 | 9 | 10 | 11 | 12 | 13 | 14 | 15 | 16 | 17 | 18 | 19 | 20 | 21 | 22 |
| --------- | - | -- | -- | -- | - | -- | - | - | - | -- | -- | -- | -- | -- | -- | -- | -- | -- | -- | -- | -- | -- |
| Luogo     | C | T  | T  | C  | C | T  | C | T | C | T  | C  | C  | T  | C  | T  | T  | C  | T  | C  | T  | C  | T  |
| Risultato | P | P  | P  | V  | N | P  | V | V | V | V  | N  | P  | V  | N  | V  | P  | P  | P  | N  | V  | V  | V  |
| Posizione | 9 | 10 | 11 | 11 | 9 | 10 | 9 | 8 | 6 | 6  | 6  | 6  | 6  | 7  | 6  | 6  | 7  | 7  | 7  | 6  | 6  | 5  |

Legenda:

Luogo: C = Casa; T = Trasferta. Risultato: V = Vittoria; N = Pareggio; P = Sconfitta.

### Statistiche delle giocatrici
| Giocatore         | Frauen-Bundesliga | Frauen-Bundesliga | Frauen-Bundesliga | Frauen-Bundesliga | DFB-Pokal der Frauen | DFB-Pokal der Frauen | DFB-Pokal der Frauen | DFB-Pokal der Frauen | Totale   | Totale | Totale      | Totale     |
| Giocatore         | Presenze          | Reti              | Ammonizioni       | Espulsioni        | Presenze             | Reti                 | Ammonizioni          | Espulsioni           | Presenze | Reti   | Ammonizioni | Espulsioni |
| ----------------- | ----------------- | ----------------- | ----------------- | ----------------- | -------------------- | -------------------- | -------------------- | -------------------- | -------- | ------ | ----------- | ---------- |
| L. Agg            | 13                | 1                 | 1                 | 0                 | 2                    | 3                    | 0                    | 0                    | 15       | 4      | 1           | 0          |
| V. Aschauer       | 21                | 0                 | 2                 | 0                 | 3                    | 0                    | 0                    | 0                    | 24       | 0      | 2           | 0          |
| C. Bösl           | 2                 | -7                | 0                 | 0                 | 0                    | 0                    | 0                    | 0                    | 2        | -7     | 0           | 0          |
| L. Ebert          | 3                 | 0                 | 0                 | 0                 | 0                    | 0                    | 0                    | 0                    | 3        | 0      | 0           | 0          |
| A. Emmerling      | 5                 | 0                 | 0                 | 0                 | 2                    | 0                    | 0                    | 0                    | 7        | 0      | 0           | 0          |
| L. Feiersinger    | 16                | 5                 | 0                 | 0                 | 2                    | 0                    | 0                    | 0                    | 18       | 5      | 0           | 0          |
| L. Freigang       | 20                | 10                | 0                 | 0                 | 3                    | 1                    | 0                    | 0                    | 23       | 11     | 0           | 0          |
| A. Geist          | -                 | -                 | -                 | -                 | -                    | -                    | -                    | -                    | -        | -      | -           | -          |
| M. Gidion         | 8                 | 2                 | 1                 | 0                 | 1                    | 1                    | 1                    | 0                    | 9        | 3      | 2           | 0          |
| J. Groenen        | 16                | 2                 | 1                 | 0                 | 2                    | 0                    | 1                    | 0                    | 18       | 2      | 2           | 0          |
| B. Heaberlin      | 21                | 0                 | 1                 | 0                 | 3                    | -5                   | 0                    | 0                    | 24       | -5     | 1           | 0          |
| J. Hechler        | 20                | 0                 | 2                 | 0                 | 2                    | 0                    | 0                    | 0                    | 22       | 0      | 2           | 0          |
| S. Kleinherne     | 19                | 0                 | 3                 | 0                 | 1                    | 0                    | 0                    | 0                    | 20       | 0      | 3           | 0          |
| S. Martinez       | 17                | 6                 | 0                 | 0                 | 2                    | 0                    | 0                    | 0                    | 19       | 6      | 0           | 0          |
| S. Matheis        | 14                | 1                 | 1                 | 0                 | 2                    | 0                    | 0                    | 0                    | 16       | 1      | 1           | 0          |
| S. Ostermeier     | 0                 | 0                 | 0                 | 0                 | 0                    | 0                    | 0                    | 0                    | 0        | 0      | 0           | 0          |
| T. Panfil         | 1                 | 0                 | 0                 | 0                 | 1                    | 0                    | 0                    | 0                    | 2        | 0      | 0           | 0          |
| T. Pawollek       | 22                | 6                 | 2                 | 0                 | 3                    | 1                    | 0                    | 0                    | 25       | 7      | 2           | 0          |
| M. Prießen        | 22                | 2                 | 1                 | 0                 | 3                    | 1                    | 2                    | 0                    | 25       | 3      | 3           | 0          |
| G. Reuteler       | 20                | 7                 | 1                 | 0                 | 3                    | 0                    | 1                    | 0                    | 23       | 7      | 2           | 0          |
| C. Sandvej        | 10                | 0                 | 0                 | 0                 | 2                    | 0                    | 0                    | 0                    | 12       | 0      | 0           | 0          |
| B. Schulze-Solano | 2                 | 0                 | 0                 | 0                 | 2                    | 0                    | 0                    | 0                    | 4        | 0      | 0           | 0          |
| L. Schneider      | -                 | -                 | -                 | -                 | -                    | -                    | -                    | -                    | -        | -      | -           | -          |
| L. Störzel        | 22                | 1                 | 3                 | 0                 | 3                    | 0                    | 0                    | 0                    | 25       | 1      | 3           | 0          |
| M. Widmer         | 15                | 0                 | 0                 | 0                 | 1                    | 0                    | 0                    | 0                    | 16       | 0      | 0           | 0          |